# Felsgräber und Fundplätze auf Gozo
Die sechs Felsgräber und Fundplätze auf Gozo liegen auf den zwischen 90 und 150 m hohen Höhenrücken im Mittelteil, der zum Archipel von Malta gehörenden Insel Gozo.

## Phasenübersicht der maltesischen Kultur
- Żebbuġ-Phase 4. Jahrtausend v. Chr.
- Tempelkultur 1; Mġarr-Phase
- Tempelkultur 2; Ġgantija-Phase
- Tempelkultur 3; Tarxien-Phase (etwa 2500 v. Chr.)
- Tarxien-Cemetery-Phase

## Fundplätze

### Xagħra Nordplateau
- nördlicher Fundpunkt Għajn Damma: Schwer zu lokalisierende Megalithreste und Keramikfunde aus der Tarxien-Phase.
- östlicher Fundpunkt Calypso's Cave: Abri mit Scherbenfunden aus der Tarxien-Phase; wahrscheinlich nur temporäre Nutzung.
- südlicher Fundpunkt il-Pergla: Felshöhle (oder Felsgrab) mit Keramik der Ġgantija- und Tarxien-Phasen sowie Geräte Menschen- und Tierknochen.

### Is-Sruġ
Abri mit Herdstelle mit verkohlten Tierknochen, Keramik der späten Tempelkultur 

### Xagħra (Ort)
Diverse Keramikfunde aus einer Siedlung (?)

### Xagħra Südplateau
- North Cave: Felskammer im Korallenkalkplateau 54 m nördlich der Ġgantija Bestattungen mit Keramik der Tarxien-Phase. Nach Bonanno/Gouder/Malone/Stoddart zugleich Deponie für ausgediente Kultgeräte und Votivgaben aus den Tempeln der Ġgantija.
- Brochtorff Circle (auch Xagħra Stone Circle) Megalithreste (von dem dän. Maler Charles de Brochtorff 1827 als Steinkreis angesehen); der Bau scheint wie der ursprüngliche Eingang des Hypogäums auf Malta mit einer Felsgrabanlage in Verbindung zu stehen (vgl. Luqa, it-Tumbata). Die Nutzung erfolgte offensichtlich bereits seit der Zebbug-Phase. Einmalig ist Fund einer Skulptur in Art eines Statuenmenhirs (sh. Gräber von Żebbuġ, Ta' Trapna ż-Żgħira) Neue Grabungen begannen 1988.

### Xagħra Felsgrab
Felskammergrab mit außergewöhnlicher Keramik in der Nähe des Brochtorff Circle (Grab nach John Davies Evans nicht zur Tempelkultur gehörend).

### Għar ta' Għejżu
Megalithreste und Höhle in einer Felsstufe ca. 300 m südwestlich der Ġgantija. Das Bauwerk, kombiniert mit Höhle enthielt nach Evans Funde aus Ġgantija-Phase (Gefäßfragment mit applizierter Gestalt); nach Bonanno/Gouder/Malone/Stoddart zugleich Deponie für ausgediente Kultgeräte und Votivgaben aus den Tempeln der Ġgantija.

### Tas-Salib
Megalith-Reste und Keramik aus der Ġgantija-Phase.

### Għajnsielem
Spektakulärer Fund differenzierter Architektur eines großen Oval- und eines kleinen Rundbaus mit Lehmziegelpfeilern wurde 1987 von der Universität Cambridge gemacht. Der wichtige Komplex tal-Qigħan und l-Imrejżbiet, wird jetzt durch die moderne Straße Rabat – Xewkija getrennt.